# جیانکارلو دانووا
جیانکارلو دانووا (انگلیسی: Giancarlo Danova; ۱۸ نوامبر ۱۹۳۸ – ۱۵ ژوئن ۲۰۱۴) بازیکن فوتبال اهل ایتالیا بود.
از باشگاه‌هایی که در آن بازی کرده‌است می‌توان به باشگاه فوتبال اسپتزیا، باشگاه فوتبال فیورنتینا، باشگاه فوتبال تورینو، باشگاه فوتبال کاتانیا، باشگاه فوتبال آتالانتا، و باشگاه فوتبال آ.ث. میلان اشاره کرد.